# Ashes Tour 1921
Die Ashes Tour 1921 war die Tour der australischen Cricket-Nationalmannschaft, die die 24. Austragung der Ashes beinhaltete, und wurde zwischen dem 28. Mai und 16. August 1921 ausgetragen. Die internationale Cricket-Tour war Teil der internationalen Cricket-Saison 1921 und umfasste fünf Test-Matches. Australien gewann die Serie 3–0.

## Vorgeschichte
Für beide Mannschaften war es die erste Tour der Saison.
Das letzte Aufeinandertreffen der beiden Mannschaften bei einer Tour fand in der Saison 1920/21 in Australien statt.

## Stadien
Die folgenden Stadien wurden für die Tour als Austragungsort vorgesehen.
| Stadion                     | Stadt      | Kapazität | Spiele  |
| --------------------------- | ---------- | --------- | ------- |
| Headingley Stadium          | Leeds      | 17.000    | 3. Test |
| The Oval                    | London     | 23.500    | 5. Test |
| Lord’s Cricket Ground       | London     | 30.000    | 2. Test |
| Old Trafford Cricket Ground | Manchester | 19.000    | 4. Test |
| Trent Bridge                | Nottingham | 15.350    | 1. Test |

## Kaderlisten
Die Mannschaften benannten die folgenden Kader.
| Test | Test |
| England | Australien |
| --- | --- |
| - Johnny Douglas (K) - George Brown - Alfred Dipper - Andy Ducat - Jack Durston - John Evans - Percy Fender - Nigel Haig - Charlie Hallows - Wally Hardinge - J. W. Hearne - Patsy Hendren - Bill Hitch - Jack Hobbs - Percy Holmes - Harry Howell - Vallance Jupp - Donald Knight - Phil Mead - Charlie Parker - Ciss Parkin - Wilfred Rhodes - Tich Richmond - Jack Russell - Andy Sandham - Bert Strudwick (wk) - Lionel Tennyson - Ernest Tyldesley - Jack White - Frank Woolley | - Warwick Armstrong (K) - Tommy Andrews - Warren Bardsley - Sammy Carter (wk) - Herbie Collins - Jack Gregory - Stork Hendry - Charles Macartney - Arthur Mailey - Ted McDonald - Bert Oldfield (wk) - Nip Pellew - Johnny Taylor |

## Tour Matches
Australien bestritt 29 Tour Matches während der Tour.

## Tests

### Erster Test in Nottingham
| 28. – 30. Mai Scorecard | Nottingham | England 112 (37) & 147 (85.4)     | – | Australien 232 (78) & 30-0 (6.1) |
|                         |            | Australien gewinnt mit 10 Wickets |   |                                  |

England gewann den Münzwurf und entschied sich als Schlagmannschaft zu beginnen. Für sie etablierte sich Eröffnungs-Batter Percy Holmes und an seiner Seite erreichte Johnny Douglas 11 und Frank Wooley 20 Runs. Nachdem Homes nach 30 Runs ausgeschieden war, konnte Wilfred Rhodes 9 Runs erreichen bevor das Innings nach 112 Runs endete. Beste australische Bowler waren Jack Gregory mit 6 Wickets für 58 Runs und Ted McDonald mit 3 Wickets für 42 Runs. Für Australien bildeten die Eröffnungs-Batter Warren Bardsley und Herbie Collins eine Partnerschaft. Collins gelangen 17 Runs, woraufhin Charles Macartney 20 und Warwick Armstrong 11 weitere Rund gelangen. Nachdem Jack Gregory aufs Feld gekommen war, schied Bardsley nach einem Fifty über 66 Runs aus. Ihm folgte Nip Pellew und nachdem Gregory nach 14 Runs sein Wicket verlor, beendete Pellew zusammen mit Sammy Carter den Tag beim Stand von 167/6. Nach einem Ruhetag erreichte Pellew 25 Runs. Diesem folgte Stork Hendry und Carter schied nach 33 Runs aus, bevor Ted McDonald das letzte Wicket des Innings nach 10 Runs verlor, als Hendry bei 12* Runs stand. Damit erhöhte Australien den Vorsprung nach dem ersten Innings auf 120 Runs. Bester englischer Bowler war Frank Wooley mit 3 Wickets für 46 Runs. In ihrem zweiten Innings erzielte für England Eröffnungs-Batter Donald Knight 38 Runs. Daraufhin formten Johnny Douglas und Frank Wooley eine Partnerschaft. Douglas gelangen 13 Runs und der ihm folgende Vallace Jupp erreichte 15 Runs. Nachdem Wilfred Rhodes aufs Feld gekommen war, schied Woolley nach 34 Runs aus und Rhodes kurze Zeit später nach 10 Runs. Damit ermöglichten sie es das Australien mit einer Vorgabe von 28 Runs noch ein Mal an den Schlag kommen musste. Bester australischer Bowler war Ted McDonald mit 5 Wickets für 32 Runs. Für Australien konnten dann die Eröffnungs-Batter Warren Bardsley (8 Runs) und Charles Macartney (22 Runs) die Vorgabe ohne Verlust eine Wickets im siebten Over einholen.

### Zweiter Test in London
| 11. – 14. Juni Scorecard | London (Lord’s) | England 187 (68.2) & 283 (90.2)  | – | Australien 342 (84.1) & 131-2 (30.3) |
|                          |                 | Australien gewinnt mit 8 Wickets |   |                                      |

England gewann den Münzwurf und entschied sich als Schlagmannschaft zu beginnen. Für sie erzielte Eröffnungs-Batter Alfred Dipper 11 Runs, bevor Frank Woolley zusammen mit Johnny Douglas eine Partnerschaft formte. Douglas gelangen 34 Runs. Woolley erreichte in der Folge ein Fifty über 95 Runs, doch da kein weiterer Batter eine zweistellige Run-Zahl erzielte, endete das Innings nach 187 Runs. Beste australische Bowler waren Arthur Mailey mit 4 Wickets für 55 Runs und Ted McDonalds mit 4 Wickets für 58 Runs. für Australien formte Eröffnungs-Batter Warren Bardsley zusammen mit dem dritten Schlagmann Charles MacCartney eine Partnerschaft. MacCartney erreichte 31 Runs und der ihm folgende Nip Pellew konnte 43 Runs erzielen. Nachdem Johnny Taylor auf Feld gekommen war, endete der Tag beim Stand von 191/3. Nach einem Ruhetag schied Bardley nach einem Fifty über 88 Runs aus und wurde gefolgt durch Jack Gregory. Taylor konnte 36 Runs erzielen und Gregory schied nach einem Fifty über 52 Runs aus. In der Folge formte Sammy Carter eine Partnerschaft mit Ted McDonald. Carter verlor das letzte Wicket des Innings nach 46 Runs als McDonald bei 17* Runs stand und sie erhöhten so den Vorsprung auf 155 Runs. Bester englischer Bowler war Jack Durston mit 4 Wickets für 102 Runs. In ihrem zweiten Innings formten für England Eröffnungs-Batter Alfred Dipper zusammen mit dem dritten Schlagmann Frank Woolley eine Partnerschaft. Dipper erreichte 40 Runs und der hineinkommende Patsy Hendren erzielte 10 Runs. Ihm folgte Johnny Douglas und nachdem Woolley nach einem Fifty über 93 Runs ausschied, verlor auch kurz darauf Douglas nach 14 Runs sein Wicket. In der Folge bildeten John Evans und Lionel Tennyson eine Partnerschaft. Evans konnte 14 Runs erreichen und der Tag endete beim Stand von 243/8. Am dritten Spieltag erzielte Ciss Parkin 11 Runs und Bert Stuckwick 12 Runs, bevor Tennyson ungeschlagen das Innings mit einem Fifty über 74* Runs beendete und so die Vorgabe für Australien aus 129 Runs erhöhte. Beste australische Bowler waren Jack Gregory mit 4 Wickets für 76 Runs und Ted McDonald mit 4 Wickets für 89 Runs. Für Australien begannen die Eröffnungs-Batter Warren Bardsley und Tommy Andrews. Andrews schied nach 49 Runs aus, bevor Bardsley nach einem Fifty über 63* Runs die Vorgabe einholte. Die englischen Wickets erzielten Ciss Perkin und Jack Durston.

### Dritter Test in Leeds
| 2. – 5. Juli Scorecard | Leeds | Australien 407 (93.1) & 273-7d (73) | – | England 259 (93.1) & 202 (52.2) |
|                        |       | Australien gewinnt mit 219 Runs     |   |                                 |

Australien gewann den Münzwurf und entschied sich als Schlagmannschaft zu beginnen. Für sie bildeten der Eröffnungs-Batter Tommy Andrews und der dritte Schlagmann Charles Macartney eine Partnerschaft. Andrews schied nach 19 Runs aus und der folgende Nip Pellew erreichte ein Fifty über 52 und Johnny Taylor ein ebensolches über 50 Runs. Als Warwick Armstrong ins Spiel kam, verlor Macartney sein Wicket nach einem Century über 115 Runs. Daraufhin erzielte Sammy Carter 34 Runs und wurde durch Ted McDonald gefolgt. Armstrong gelang ein Fifty über 77 Runs und McDonald beendete das Innings ungeschlagen nach 21 Runs. Beste englische Bowler waren Ciss Parkin mit 4 Wickets für 106 Runs und Johnny Douglas mit 3 Wickets für 80 Runs. Für England etablierte sich Eröffnungs-Batter Wally Hardinge der den Tag beim Stand von 22/2 beendete. Nach einem Ruhetag kam Johnny Douglas aufs Feld und Hardinge schied nach 25 Runs aus. An der Seite von Douglas gelang daraufhin Vallance Jupp 14 Runs und George Brown ein Fifty über 57 Runs. Nachdem Lionel Tennyson ins Spiel gekommen war, verlor Douglas sein Wicket nach 75 Runs, bevor auch Tennyson nach 63 Runs sein Wicket abgab und das Innings mit einem Rückstand von 148 Runs. Bester englischer Bowler war Ted McDonald mit 4 Wickets für 105 Runs. Für Australien formten in ihrem zweiten Innings die Eröffnungs-Batter Warren Bardsley und Tommy Andrews eine Partnerschaft. Bardsley erreichte 25 Runs und dem hineinkommenden Charles Macartney gelangen 30 Runs. Nachdem Sammy Carter ins Spiel gekommen war, endete der Tag beim Stand von 143/2. Am dritten Spieltag schied Andrews nach einem Fifty über 92 Runs aus und der ihm folgende Nip Pellew erreichte 16 Runs. Nächster Batter war Warwick Armstrong und Carter verlor sein Wicket nach 47 Runs. Australien deklarierte das Innings als Warwick bei 28* Runs und der hineingekommene Stork Hendry bei 11* Runs stand, womit sie England eine Vorgabe von 422 Runs setzten. Bester englischer Bowler war Jack White mit 3 Wickets für 37 Runs. Für England bildete Eröffnungs-Batter George Brown und der dritte Schlagmann J. W. Hearne eine Partnerschaft. Hearne erreichte 27 Runs und wurde durch Frank Woolley ersetzt. Brown konnte 46 Runs erzielen und Woolley 37 weitere. Daraufhin formten Vallance Jupp und Lionel Tennyson eine weitere Partnerschaft. Tennyson schied nach 36 Runs aus und Jupp kurz darauf nach 28 Runs, bevor das letzte Wicket fiel und Australien als Gewinner feststand. Bester australischer Bowler war Arthur Mailey mit 3 Wickets für 71 Runs.

### Vierter Test in Manchester
| 23. – 26. Juli Scorecard | Manchester | England 362-4d (120) & 44-1 (13) | – | Australien 175 (116.4) |
|                          |            | Remis                            |   |                        |

Das Spiel konnte auf Grund von Nieselregen am ersten Tag nicht beginnen und es folgte ein weiterer Ruhetag. Am zweiten Spieltag gewann England den Münzwurf und entschied sich als Schlagmannschaft zu beginnen. Für sie begannen Jack Russell und George Brown. Brown schied nach 31 Runs aus und dem hineinkommenden Frank Woolley gelangen 41 Runs. Nachdem Phil Mead aufs Feld gekommen war, verlor Russell sein Wicket nach einem Century über 101 Runs. Er wurde gefolgt durch Lionel Tennyson und Mead verlor sein Wicket nach 47 Runs. Ihm folgte Percy Fender der zusammen mit Tennyson den tag beim Stand von 362/4 beendete. Über Nacht regente es erneut, aber am nächsten Tag konnte das Spiel normal fortgesetzt werden. England deklarierte am Morgen des dritten Spieltages das Innings. Bester australischer Bowler war Warwick Armstrong mit 2 Wickets für 57 Runs. Für Australien formte Eröffnungs-Batter Herbie Collins zusammen mit dem dritten Schlagmann Charles Macartney eine Partnerschaft. Macartney schied nach 13 Runs aus und die ihm folgenden Nip Pellew und Warwick Armstrong erreichten jeweils 17 Runs. Nachdem Jack Gregory aufs Feld gekommen war, verlor Collin nach 40 Runs sein Wicket. Gregory erzielte 29 Runs und als das letzte Wicket des Innings fiel, hatte Australien einen Rückstand von 187 Runs. Bester englischer Bowler war Ciss Parkin mit 5 Wickets für 38 Runs. Für England bildeten Charlie Hallows und Cis Parkin die Eröffnungs-Partnerschaft. Parkin schied nach 23 Runs aus und Hallows beendete den Tag mit 16* Runs, woraufhin das Spiel im Remis endete. Das australische Wicket erzielte Tommy Andrews.

### Fünfter Test in London
| 13. – 16. August Scorecard | London (Oval) | England 403-8d (127) & 244-2 (58) | – | Australien 389 (102) |
|                            |               | Remis                             |   |                      |

England gewann den Münzwurf und entschied sich als Schlagmannschaft zu beginnen. Für sie bildeten die Eröffnungs-Batter Jack Russell und George Brown eine Partnerschaft. Russell erreichte 13 Runs und wurde gefolgt durch Lionel Tennyson. Brown gelangen 32 Runs und der ihm folgende Frank Woolley erzielte 23 Runs. Daraufhin etablierte sich Phil Mead und Tyldesley schied nach 39 Runs aus. Zusammen mit Andy Sandham beendete Mead den Tag beim Stand von 129/4. Nach einem Ruhetag erreichte Sandham 21 Runs und Lionel Tennyson ein Fifty über 51 Runs. Nachdem Bill Hitch an der Seite von Mead 18 Run erreichte, deklarierte England das Innings als Mead ein Century über 182* Runs und Johnny Douglas 21* Runs erreicht hatten. Bester australischer Bowler war Ted McDonald mit 5 Wickets für 143 Runs. Für Australien formten die Eröffnungs-Batter Herbie Collins und Warren Bardsley eine Partnerschaft. Bardsley schied nach 22 Runs aus und wurde gefolgt durch Charles Macartney, bevor auch Collin nach 14 Runs ausschied. Dieser wurde durch Tommy Andrews gefolgt und Macartney erreichte ein Fifty über 61 Runs. Daraufhin endete der Tag beim Stand von 162/3. Am dritten Spieltag kam Johnny Taylor ins Spiel und Andrews verlor sein Wicket nach einem Fifty über 94 Runs. Warwick Armstrong konnte daraufhin 19 Runs erzielen und als Jack Gregory aufs Feld kam, schied Taylor nach 75 Runs aus. Im folgte Bert Oldfield und nachdem Gregory nach 27 Runs ausschied, verlor auch Ted McDonald nach 36 Runs sein Wicket. Oldfield beendete das Innings mit ungeschlagenen 28* Runs und verkürzte so den Rückstand auf 14 Runs. Beste englische Bowler waren Ciss Parkin mit 3 Wickets für 82 Runs und Johnny Douglas mit 3 Wickets für 31 Runs. Für England bildeten Jack Russell und George Russell die Eröffnungs-Partnerschaft. Brown gelang ein Fifty über 84 Runs und Russell beendete zusammen mit Bill Hitch den Tag, womit das Spiel als Remis endete. Brown gelang dabei ein Century über 102* Runs und Hitch ein Fifty über 51 Runs. Die australischen Wickets erzielten Johnny Taylor und Arthur Mailey.

## Statistiken
Die folgenden Cricketstatistiken wurden bei dieser Tour erzielt.
| Tests             | Tests      | Tests   | Tests   | Tests   | Tests   | Tests   | Tests   | Tests   |
| Batting           | Batting    | Batting | Batting | Batting | Batting | Batting | Batting | Batting |
| Spieler           | Mannschaft | Spiele  | Innings | Runs    | Average | HS      | 100s    | 50s     |
| ----------------- | ---------- | ------- | ------- | ------- | ------- | ------- | ------- | ------- |
| Frank Woolley     | England    | 5       | 8       | 343     | 42,87   | 95      | 0       | 2       |
| Charles Macartney | Australien | 5       | 8       | 300     | 42,85   | 115     | 1       | 1       |
| Warren Bardsley   | Australien | 5       | 8       | 281     | 46,83   | 88      | 0       | 3       |
| Tommy Andrews     | Australien | 5       | 7       | 275     | 39,28   | 94      | 0       | 2       |
| George Brown      | England    | 3       | 5       | 250     | 50,00   | 84      | 0       | 2       |
| Bowling           |            |         |         |         |         |         |         |         |
| Spieler           | Mannschaft | Spiele  | Overs   | Wickets | Average | BBI     | 5W      | 10W     |
| Ted McDonald      | Australien | 5       | 205.5   | 27      | 24,74   | 5/32    | 2       | 0       |
| Jack Gregory      | Australien | 5       | 182.2   | 19      | 29,05   | 6/58    | 1       | 0       |
| Ciss Parkin       | England    | 4       | 121.5   | 16      | 26,25   | 5/38    | 1       | 0       |
| Arthur Mailey     | Australien | 3       | 124.4   | 12      | 33,16   | 4/55    | 0       | 0       |
| Johnny Douglas    | England    | 5       | 94.0    | 11      | 31, 63  | 3/80    | 0       | 0       |